# Liste flämischer Maler
Dies ist eine Liste flämischer Maler mit Geburts- und Sterbedaten sowie -orten und dem Malstil. Diese Liste enthält nicht nur Maler aus Flandern, sondern auch aus der Wallonie. Maler nach 1830 gehören zur Liste belgischer Maler.

## A
- Pieter Coecke van Aelst (1502–1550)
- Denis van Alsloot (1570 Mechelen – 1626 Brüssel), Maler
- Baldasarre Anna (1560–1639)

## B
- Jacob de Backer (1555 Antwerpen – 1585), Niederländische Renaissance und Manierismus
- Hendrik van Balen der Ältere (1575 Antwerpen – 1632), Barock
- Henri Bellechose (fl. 1415), arbeitete für den Herzog von Burgund
- Simon Bening (1483–1561), Miniaturmalerei
- Joachim Beuckelaer (um 1530 Antwerpen – 1573/1574 Antwerpen)
- Herri met de Bles (1510–1555/1560), Landschaftsmalerei
- Jan Frans van Bloemen (1662 Antwerpen – 1749)
- Dirk Bouts (1410 Haarlem – 1475 Löwen), altniederländische Malerei
- Hieronymus Bosch (1450–1516), altniederländische Malerei
- Ambrosius Bosschaert (1573 Antwerpen – 1621 Den Haag), Goldenes Zeitalter (Niederlande), Blumen-Stillleben
- Mathijs Bril (um 1550–1583), Landschaftsmalerei
- Paul Bril (1556–1626), Landschaftsmalerei
- Crispin van den Broeck (1523 Mechelen – 1591), Historienmalerei
- Adriaen Brouwer (1605 Oudenaarde – 1638 Antwerpen), Barock, Landlebenszenen
- Abraham Brueghel (1631 Antwerpen – 1690 Neapel), Stilllebenmalerei
- Jan Brueghel der Ältere (1568 Brüssel – 1625 Antwerpen), Landschafts-, Historien- und Genremalerei
- Jan Brueghel der Jüngere (1601 Brüssel – 1678 Brüssel), frühe Niederländische Renaissance
- Pieter Brueghel der Ältere (um 1525 Breda – 1569 Brüssel)
- Pieter Brueghel der Jüngere (1564 Brüssel – 1638 Antwerpen), Landschafts - und Genremalerei
- Cornelis de Bryer,  (fl. 1651–1658), Stilllebenmalerei

## C
- Denis Calvaert (1540 Antwerpen – 1619 Bologna), Manierismus
- Robert Campin (um 1375 Valenciennes – 1444 Tournai), altniederländische Malerei
- Petrus Christus (1410/1420 Antwerpen – 1472 Brügge), altniederländische Malerei
- Joos van Cleve (1480/1490 Kleve – 1540/1541 Antwerpen)
- Hieronymus Cock (um 1510 Antwerpen – 1570), Maler und Grafiker
- Hans Collaert (1545 Antwerpen – 1628), Grafiker
- Jan Joost van Cossiau (1660–1732), Maler und Grafiker
- Michiel Coxcie (1499 Mechelen – 1592), Renaissance
- Caspar de Crayer (1584 Antwerpen – 1669 Gent)

## D
- Jacques Daret (1404 Tournai – 1470), Spätgotik
- Gerard David (um 1460 Oudewater – 1523 Brügge), altniederländische Malerei
- Léonard Defrance (1735–1805), Industriemalerei
- Louis de Deyster (1656 Brügge – 1711 Brügge), religiöse Malerei
- Abraham van Diepenbeeck (1596 ’s-Hertogenbosch – 1675 Antwerpen)
- Anthony van Dyck (1599 Antwerpen – 1641 London)

## E
- Gérard Edelinck (1640 Antwerpen – 1707 Paris), Maler, Grafiker und Porträtmaler
- Hans Eworth (1520–1574), Porträtmaler, frühe Niederländische Renaissance
- Hubert van Eyck (1366–1426 Gent), altniederländische Malerei
- Jan van Eyck (1395 Maaseik – 1441 Brügge), altniederländische Malerei

## F
- Frans Floris (1520–1570 Antwerpen), frühe Niederländische Renaissance
- Francken, Malerfamilie in Antwerpen, 16. und 17. Jahrhundert
- Frans II Francken (1581 Antwerpen – 1642 Antwerpen), Barock
- Philip Fruytiers (1627 Antwerpen – 1666), Barock, Wasserfarbe-Malerei
- Jan Fyt (1611 Antwerpen – 1661 Antwerpen), Tiermalerei

## G
- Hieronymus Galle (1625 Antwerpen – nach 1679), Blumen- und Stilllebenmaler
- Lucas Gassel (um 1500 – nach 1568), Maler und Zeichner
- Giuseppe Grisoni (1699 Mons – 1796 Rom), Porträtmaler
- Hugo van der Goes (1440 Gent – 1482 Auderghem), altniederländische Malerei

## H
- Frans Hals (1580 Antwerpen – 1666 Haarlem), Goldenes Zeitalter der Niederlande
- Lucas de Heere (1534–1584), Porträtmaler
- Catarina van Hemessen (1528 – nach 1587), Renaissance
- Jan van Hemessen (1500 Hemiksem – 1566), Niederländische Renaissance
- Joris Hoefnagel (1542–1600), Maler, Grafiker, Miniaturmalerei
- Gerard Horenbout (1465–1541), altniederländische Malerei
- Lucas Horenbout (1490/1495 Gent – 1544 London), altniederländische Malerei
- Cornelis Huysmans (1648 Antwerpen – 1727 Mechelen)
- Jacob Huysmans (1633–1696), Barock, Porträtmaler

## I
- Adriaen Isenbrant (um 1490–1551 Brügge), frühe Niederländische Renaissance

## J
- Abraham Janssens (1567/1576 Antwerpen – 1632), Barock
- Victor Honoré Janssens (1658 oder 1664 Brüssel – 1736 oder 1739)
- Jacob Jordaens (1593 Antwerpen – 1678 Antwerpen), Barock

## K
- Alexander Keirincx (1600 Antwerpen – 1652 Amsterdam), Barock, Goldenes Zeitalter der Niederlande

## L
- Lambert Lombard (1505 Lüttich – 1566), Renaissance

## M
- Jan Mabuse (1478 Maubeuge – 1532), altniederländische Malerei
- Karel van Mander (1548 Meulebeke – 1606), Niederländische Renaissance und Manierismus
- Quentin Matsys (1466 Löwen – 1530 Antwerpen), altniederländische Malerei
- Hans Memling (um 1430 Seligenstadt – 1494 Brügge), altniederländische Malerei
- Adam Frans van der Meulen (1632 Brüssel – 1690 Paris)
- Joos de Momper (1564–1635), Landschaftsmaler

## N
- Adam van Noort (1562 Antwerpen – 1641), Niederländische Renaissance und Manierismus

## O
- Bernard van Orley (um 1487/1491 Brüssel – 1542 Brüssel), altniederländische Malerei

## P
- Joachim Patinir (um 1480 – 1524 Antwerpen), Landschaftsmalerei und religiöse Werke
- Pieter Pourbus (1523/1524 Gouda – 1584 Brügge)
- Frans Pourbus der Ältere (1545–1581)
- Frans Pourbus der Jüngere (1569–1622)
- Jan Provost (1462/1465 Mons – 1529 Brügge)

## R
- Peter Paul Rubens (1577 Siegen – 1640 Antwerpen), Barock

## S
- Egidius Sadeler der Ältere (1570 Antwerpen – 1629 Prag), Barock, Maler und Grafiker
- Roelant Savery (1576 Kortrijk – 1639 Utrecht), frühe Niederländische Renaissance
- Jan Siberechts (1627 Antwerpen – 1703 London)
- Michael Sittow (1469–1525 Reval (heute Tallinn))
- Frans Snyders (1579 Antwerpen – 1657 Antwerpen)
- Jan van der Straet, latinisiert Johannes Stradanus (1523 Brügge – 1605 Florenz), Renaissance
- Giusto Sustermans (1597 Antwerpen – 1681 Florenz), Barock

## T
- Levina Teerlinc (1510/20 Brügge – 1576 London), Miniaturmalerei
- David Teniers der Ältere (1582 Antwerpen – 1649 Antwerpen), Niederländische Renaissance
- David Teniers der Jüngere (1610 Antwerpen – 1690 Brüssel), Barock
- Peter Tillemans (1684–1734)

## U
- Jacob van Utrecht (1479 – nach 1525), frühe Renaissance

## V
- Otto van Veen (1556 Leiden – 1629 Brüssel), Niederländische Renaissance und Manierismus
- Karel van Vogelaer, gen. 'Distelbloom' oder ital. 'Carlo dei Fiori' (1653 Maastricht – 1695 Rom), Niederländischer Barock
- David Vinckboons (1576 – vor 12. Januar 1633), Barock
- Cornelis de Vos (1584/85 Hulst – 1651 Antwerpen), Barock
- Marten de Vos (1532 Antwerpen – 1603), Niederländische Renaissance und Manierismus
- Sebastian Vrancx (1573–1647)

## W
- Joos van Wassenhove, Justus of Ghent (um 1410 – um 1480 Urbino)
- Rogier van der Weyden (um 1399/1400 Tournai – 1464 Brüssel), altniederländische Malerei
- Artus Wolffordt (1581–1641)